# Regio XI Circus Maximus
La Regio XI Circus Maximus era l'undicesima delle 14 regioni di Roma augustea classificata poi nei Cataloghi regionari della metà del IV secolo. Prese il nome dal Circo Massimo, che era il principale monumento di questa regione.
A ovest raggiungeva la sponda sinistra del Tevere, a nord confinava con la Regio VIII Forum Romanum e con la Regio X Palatium, a sudest con la Regio I Porta Capena e con la Regio XII Piscina Publica, a sudovest con la Regio XIII Aventinus.

## Topografia
La Regio XI augustea era principalmente costituita dal Circo Massimo e dall'area del Foro Olitorio/Foro Boario. Si sviluppava lungo la valle che separava Palatino e Aventino.
Alla metà del IV secolo l'ampiezza della Regio era indicata nei Cataloghi regionari in 11.500 piedi romani, pari a circa 3.400 metri.

## Caratteristiche
La Regio era divisa in 19 vici (rioni), 19 aediculae (edicole), 2.600 insulae (caseggiati), 89 domus (case patrizie), 16 horrea (magazzini), 15 balnea (bagni), 20 laci (fontane) e 16 pistrina (panetterie). L'area era sorvegliata da 2 curatores e da 48 vicomagistri.

## Principali monumenti pubblici
I principali monumenti pubblici di questa regione erano:
- ara massima di Ercole invitto
- arco degli Argentari
- Arcus Divi Constantini (arco di Giano)
- area di Sant'Omobono
- Circo Massimo
- Cloaca Massima (tratto finale)
- Forum Boarium
- Forum Holitorium
- mitreo del Circo Massimo
- Pons Aemilius
- Pons Sublicius
- Porta Trigemina e Porta Triumphalis (Mura serviane)
- Portus Tiberinus
- tempio di Cibele al Circo Massimo (aedes Matris Deum et Iovis arboratoris)
- tempio di Ercole dell'Emiliano (tempio di Ercole Invitto)
- tempio di Ercole Pompeiano
- tempio di Ercole Vincitore
- tempio della Fortuna
- tempio di Giano (Foro Olitorio)
- tempio di Giunone Sospita
- tempio della Luna
- tempio di Mater Matuta
- tempio di Mercurio
- tempio della Pietà
- tempio di Portuno
- tempio della Pudicizia Patrizia
- tempio del Sole
- tempio della Speranza
- tempio della Vittoria